# Kálmán herceg
Kálmán (1208 – Zágráb, 1241. május) az Árpád-házból származó magyar királyi herceg, Szlavónia hercege, II. András magyar király és Merániai Gertrúd királyné másodszülött fia, Halics királya 1215 és 1219 között, ám a címet egészen 1241-es haláláig viselte. A muhi csata során szerzett sérüléseibe halt bele. Feleségétől, Salome lengyel hercegnőtől nem születtek gyermekei.

## A halicsi királyság
Kálmán gyermekként lett Halics királya. II. András 1205-től többször is háborúzott Halicsban, amelyre a lengyel Leszek fejedelem is igényt tartott. A két uralkodó 1214-ben a Szepességben találkozott, s e találkozó eredményeként a hatéves Kálmán eljegyezte, majd később feleségül is vette Leszek ekkor hároméves leányát, Salome hercegnőt. András ezután Leszekkel együtt vezetett hadat Halicsba, majd az ottani urak egy részével elismertette középső fia, Kálmán uralmát, akit 1217-ben János esztergomi érsekkel koronáztatott királlyá. A gyermek Kálmán királysága csak két évig tartott: 1219-ben az ellene fellépő oroszok fogságba ejtették. Névleges címét azonban megtartotta, és egészen haláláig királyként emlegették őt.

## Kálmán és Béla
Kálmán az Árpád-házban szokatlan módon soha nem tört bátyja, IV. Béla ellen, hanem mindig hű volt hozzá és elismerte királyságát. Már apjuk, II. András életében megmutatkozott ez a vonása, amikor 1226-ban András elvette a szlavóniai hercegséget Bélától, és Kálmánnak adta, Bélát pedig Erdély hercegévé tette. A kor szokása szerint ekkor már megkoronázott Bélának ugyanis saját pártja és udvartartása volt. András talán ezzel a lépéssel akarta a vele viszályban álló Bélát eltávolítani szlavóniai híveitől, és feszültséget szítani a két herceg között. Kálmán azonban András várakozásával ellentétben nem az ő, hanem Béla érdekeit képviselte Szlavóniában, és támogatta Bélát a birtokvisszavételi politikában is. (Kálmán szlavóniai hercegségével a halicsi trónigény a harmadik fivérre, az ifjabb Andrásra szállt át.)
II. András halála után Kálmán nem lépett fel trónigénnyel, és Bélához való viszonyát mutatja, hogy a Béla-ellenes párt sem próbálta meg kijátszani őt. Bátyja koronázásán Kálmán vitte a királyi kardot, és ezután is mindenben elfogadta Béla elsőségét, aki meghagyta Kálmánt a szlavóniai hercegségben.

## A muhi csata és Kálmán halála
Kálmán azon kevesek egyike volt, akik a mongol betöréskor is Béla mellett álltak, s aktívan részt vettek a harcban. A muhi csata közvetlen előzményeként 1241. április 10-én éjszaka a tatárok átkeltek a Sajón. Az ellenséget Kálmán és Ugrin kalocsai érsek csapatai szorították vissza a folyóba, illetve a túlpartra. A részleges győzelmen elbizakodva a magyar harcosok többsége aludni tért, és csak kevesen virrasztottak fegyverben, köztük Kálmán és Ugrin. A tatárok azonban több ponton ismét átkeltek a folyón, és bekerítették a magyar tábort. Kezdetét vette a muhi csata. Miközben a magyarok többsége csak a menekülésre gondolt, a herceg és az érsek nagy személyes bátorságot tanúsítva harcolt, és mindketten súlyos sebeket szereztek. Ugrin belehalt a sebeibe.
Kálmán kivágta magát a bekerítésből, és Pest felé menekült, majd a Dunán átkelve a somogyi Segesdre ment. Innen Zágrábba vitték, ahol a hainburgi fogságából szabaduló IV. Béla is tartózkodott. 1241 májusa során itt halt bele a muhi csatában szerzett sebeibe. A Pozsonyi Krónika szerint Iváncs faluban (ma Kloštar Ivanić Horvátországban) a beginák templomában temették el.